# Stick (TV-serie)
Stick är en amerikansk komediserie som hade premiär på strömningstjänsten Apple TV+ den 4 juni 2025. Den är skapad av Jason Keller och första säsongen består av 10 avsnitt.

## Handling
Serien handlar om Pryce Cahill som är ett förlegat golfproffs vars karriär började gå utför för 20 år sedan. När hans äktenskap faller samman och han får sparken från sitt jobb i en sportbutik i Indiana, satsar Pryce allt på den 17-åriga golftalangen Santi Wheeler.

## Rollista (i urval)
- Owen Wilson - Pryce Cahill
- Peter Dager - Santi Wheeler
- Marc Maron - Mitts
- Mariana Treviño - Elena
- Lilli Kay - Zero
- Judy Greer - Amber-Linn
- Timothy Olyphant
- Ryan Kiera Armstrong - Angela